# Я купив тата
«Я купив тата» (рос. «Я купил папу») — радянський художній фільм 1962 року, режисера Іллі Фреза.

## Сюжет
Дімці 5 років і у нього немає батька. Одного разу хлопчик вирішив, що гроші, відкладені на покупку тата, мама просто витратила на морозиво. Виправити становище він вирішив сам — і вирушив до універмагу, у вітрині якого бачив дуже красивого «дядька».

## У ролях
- Олексій Загорський — Діма
- Ольга Лисенко — мама
- Володимир Трещалов — тато
- Зінаїда Наришкіна — касирка в універмазі
- Геннадій Фролов — дядько Коля, тато Толіка Вєсєлова
- Віра Орлова — продавчиня дітей і тат зі сну Дімки
- Марина Гаврилко — продавчиня морозива
- Леонід Нікітін — епізод
- Володимир Семенов — епізод
- Світлана Агєєва — епізод
- Георгій Мілляр — епізод
- Петро Рєпнін — епізод

## Знімальна група
- Режисер — Ілля Фрез
- Сценарист — Вольф Довгий
- Оператор — Михайло Кириллов
- Композитор — Нектаріос Чаргейшвілі
- Художник — Сергій Серебреніков